# Vâlcelele, Călărași
Vâlcelele là một xã thuộc hạt Călărași, România. Dân số thời điểm năm 2002 là 2081 người.